# Ґриґелішкі
Ґриґелішкі (пол. Grygieliszki, нім. Grilskehmen) — село в Польщі, у гміні Ґолдап Ґолдапського повіту Вармінсько-Мазурського воєводства.
У 1975-1998 роках село належало до Сувальського воєводства.